# SBS 아침연속극
SBS 아침연속극은 SBS TV에서 1991년 12월 10일 부터 2021년 10월 1일까지 방송했던 연속극 드라마 프로그램이었다.

## 개요
연속극 드라마 형식으로 방송되었다.

## 역사
SBS 아침연속극은 1991년 12월 방영된 《고독의 문》을 기점으로 출범하였다. 이 프로그램은 평일 아침 시간대를 활용하여 주부 시청자를 주요 대상으로 삼았으며, 가족사·멜로·복수극을 중심으로 한 서사를 통해 일상적인 공감을 자아내고자 하였다. 이러한 기획 의도는 당시 텔레비전 수용 환경에서 ‘출근·등교 전 가족과 함께 시청하는 드라마’라는 고정적인 시청 습관을 형성하는 데 일정한 역할을 하였다.
전성기로, 《겨울새》, 《사랑의 조건》, 《성냥갑 속의 여자》, 《그대의 창》 등 다수의 작품이 방영되어 큰 호응을 얻었다. 이어 2000년대에 들어서는 《용서》, 《외출》, 《이브의 화원》, 《청혼》 등이 연이어 제작되었으며, 비교적 안정적인 시청률을 기록하였다. 이 시기 아침연속극은 주로 가정 내 갈등, 사랑과 이별, 그리고 세대 간 문제를 다룸으로써 중·장년 여성 시청층을 공고히 확보하였다.
2010년대에 접어들면서 방송 환경은 급격히 변화하였다. 케이블 방송의 성장과 OTT 플랫폼의 부상으로 인해 전통적인 아침 시간대 드라마 시청 패턴이 점차 약화되었다. 이와 같은 흐름 속에서도 《태양의 신부》(2011), 《내 인생의 단비》(2012), 《청담동 스캔들》(2014), 《강남 스캔들》(2018) 등은 일정한 화제성을 지니며 방영되었으나, 과거와 같은 폭넓은 대중적 호응을 이끌어내는 데에는 한계를 드러냈다. 아울러 작품 경향은 단순한 멜로 중심에서 복수극과 극단적 갈등 구조를 강조하는 방향으로 전환되었는데, 이는 ‘막장 아침드라마’라는 비판적 인식을 낳기도 하였다.
2021년 《아모르파티 – 사랑하라, 지금》을 마지막으로 종영하였다. 아침드라마가 폐지된 주요 원인은 시청자의 시청 습관이 유튜브와 OTT 등 새로운 플랫폼으로 급격히 이동한 점, 낮은 시청률로 인한 영향력 약화, 그리고 광고 수익 감소 등이 복합적으로 작용한 결과였다. 이로써 약 30년간 이어져 온 SBS 아침연속극은 역사 속으로 막을 내리게 되었다.

## 방송 시간
| 방송 채널 | 방송 기간                           | 방송 시간                                                         |
| SBS TV    |                                     |                                                                   |
| --------- | ----------------------------------- | ----------------------------------------------------------------- |
| SBS TV    | 1991년 12월 10일 ~ 1992년 12월 12일 | 매주 월요일 ~ 토요일 아침 8시 40분 ~ 9시 5분                      |
| SBS TV    | 1998년 3월 2일 ~ 2008년 10월 25일   | 매주 월요일 ~ 토요일 아침 8시 30분 ~ 9시                          |
| SBS TV    | 2008년 10월 27일 ~ 2009년 7월 11일  | 매주 평일 아침 8시 30분 ~ 9시 5분 매주 토요일 아침 8시 25분 ~ 9시 |
| SBS TV    | 2009년 7월 13일 ~ 2010년 12월 31일  | 매주 평일 아침 8시 40분 ~ 9시 20분                                |
| SBS TV    | 2011년 1월 3일 ~ 2018년 6월 8일     | 매주 평일 아침 8시 30분 ~ 9시 10분                                |
| SBS TV    | 2018년 6월 11일 ~ 2019년 5월 17일   | 매주 평일 아침 8시 40분 ~ 9시 10분                                |
| SBS TV    | 2019년 5월 20일 ~ 2021년 10월 1일   | 매주 평일 아침 8시 35분 ~ 9시 10분                                |

## 프로그램 리스트
- 아래의 프로그램들은 2003년 이전에 제작, 방송한 작품들로 부득이하게 일부 장면에서 흡연 장면, 담배 소품 등이 노출될 수 있으며, 시청자 여러분들의 양해를 바랍니다.
- 아래의 프로그램들은 2002년 11월 이후에 시청 가능 연령을 표시하는 드라마 등급 제도를 의무적으로 시행하여 현재까지 이어지고 있다.
- 2017년 3월 1일부터 TV 프로그램 등급 표시, 주제, 폭력성, 선정성, 언어, 모방 위험 등 분류 사유 표시를 의무적으로 시행하고 있다.

### 1990년대
- 《고독의 문》 : 1991년 12월 10일 ~ 1992년 5월 16일
- 《겨울새》 : 1992년 5월 18일 ~ 1992년 10월 10일
- 《가을 여자》 : 1992년 10월 12일 ~ 1993년 4월 3일
- 《사랑의 조건》 : 1993년 4월 5일 ~ 1993년 9월 25일
- 《여자의 거울》 : 1993년 9월 27일 ~ 1994년 2월 12일
- 《행복하고 싶어요》 : 1994년 2월 14일 ~ 1994년 7월 9일
- 《성냥갑 속의 여자》 : 1994년 7월 11일 ~ 1994년 11월 26일
- 《그대의 창》 : 1994년 11월 28일 ~ 1995년 5월 13일
- 《그대 목소리》 : 1995년 5월 15일 ~ 1995년 10월 7일
- 《엘레지》 : 1995년 10월 9일 ~ 1996년 3월 23일
- 《만남》 : 1996년 3월 25일 ~ 1996년 9월 14일
- 《때로는 타인처럼》 : 1996년 9월 16일 ~ 1997년 3월 1일
- 《단 한번의 노래》 : 1997년 3월 3일 ~ 1997년 8월 2일
- 《당신 뿐인데》 : 1997년 8월 4일 ~ 1997년 12월 31일
- 《겨울 지나고 봄》 : 1998년 1월 5일 ~ 1998년 3월 21일
- 《엄마의 딸》 : 1998년 3월 23일 ~ 1998년 9월 19일
- 《포옹》 : 1998년 9월 21일 ~ 1998년 12월 31일
- 《지금은 사랑할 때》 : 1999년 1월 4일 ~ 1999년 5월 22일
- 《그녀의 선택》 : 1999년 5월 24일 ~ 1999년 10월 9일
- 《첼로》 : 1999년 10월 11일 ~ 2000년 2월 26일

### 2000년대
- 《착한 남자》 : 2000년 2월 28일 ~ 2000년 7월 1일
- 《사랑과 이별》 : 2000년 7월 3일 ~ 2000년 10월 14일
- 《용서》 : 2000년 10월 16일 ~ 2001년 3월 10일
- 《이별 없는 아침》 : 2001년 3월 12일 ~ 2001년 10월 6일
- 《외출》 : 2001년 10월 8일 ~ 2002년 3월 30일
- 《엄마의 노래》 : 2002년 4월 1일 ~ 2002년 9월 14일
- 《얼음꽃》 : 2002년 9월 16일 ~ 2003년 3월 1일
- 《당신 곁으로》 : 2003년 3월 3일 ~ 2003년 9월 10일
- 《이브의 화원》 : 2003년 9월 14일 ~ 2004년 2월 14일
- 《청혼》 : 2004년 2월 16일 ~ 2004년 7월 31일
- 《선택》 : 2004년 8월 2일 ~ 2005년 1월 22일
- 《진주 귀걸이》 : 2005년 1월 24일 ~ 2005년 5월 21일
- 《여왕의 조건》 : 2005년 5월 9일 ~ 2005년 10월 8일
- 《들꽃》 : 2005년 10월 14일 ~ 2006년 2월 24일
- 《사랑하고 싶다》 : 2006년 2월 27일 ~ 2006년 7월 29일
- 《맨발의 사랑》 : 2006년 7월 24일 ~ 2006년 12월 2일
- 《사랑도 미움도》 : 2006년 12월 4일 ~ 2007년 4월 21일
- 《사랑하기 좋은 날》 : 2007년 4월 23일 ~ 2007년 9월 29일
- 《미워도 좋아》 : 2007년 11월 5일 ~ 2008년 3월 1일
- 《물병자리》 : 2008년 3월 3일 ~ 2008년 7월 19일
- 《며느리와 며느님》 : 2008년 7월 21일 ~ 2008년 12월 20일
- 《순결한 당신》 : 2008년 12월 21일 ~ 2009년 5월 9일
- 《녹색마차》 : 2009년 5월 11일 ~ 2009년 10월 2일
- 《망설이지마》 : 2009년 10월 5일 ~ 2010년 2월 26일

### 2010년대
- 《당돌한 여자》 : 2010년 3월 4일 ~ 2010년 7월 30일
- 《여자를 몰라》 : 2010년 8월 2일 ~ 2010년 12월 31일
- 《장미의 전쟁》 : 2011년 1월 3일 ~ 2011년 5월 24일
- 《미쓰 아줌마》 : 2011년 5월 30일 ~ 2011년 10월 21일
- 《태양의 신부》 : 2011년 10월 24일 ~ 2012년 3월 30일
- 《내 인생의 단비》 : 2012년 4월 2일 ~ 2012년 8월 31일
- 《너라서 좋아》 : 2012년 9월 3일 ~ 2013년 2월 15일
- 《당신의 여자》 : 2013년 2월 18일 ~ 2013년 8월 2일
- 《두 여자의 방》 : 2013년 8월 5일 ~ 2014년 1월 17일
- 《나만의 당신》 : 2014년 1월 20일 ~ 2014년 7월 18일
- 《청담동 스캔들》 : 2014년 7월 21일 ~ 2015년 1월 2일
- 《황홀한 이웃》 : 2015년 1월 5일 ~ 2015년 6월 19일
- 《어머님은 내 며느리》 : 2015년 6월 22일 ~ 2015년 12월 31일
- 《내 사위의 여자》 : 2016년 1월 4일 ~ 2016년 6월 17일
- 《사랑이 오네요》 : 2016년 6월 20일 ~ 2016년 12월 16일
- 《아임 쏘리 강남구》 : 2016년 12월 19일 ~ 2017년 6월 9일
- 《달콤한 원수》 : 2017년 6월 12일 ~ 2017년 12월 1일
- 《해피시스터즈》 : 2017년 12월 4일 ~ 2018년 5월 25일
- 《나도 엄마야》 : 2018년 5월 28일 ~ 2018년 11월 23일
- 《강남 스캔들》 : 2018년 11월 26일 ~ 2019년 5월 17일
- 《수상한 장모》 : 2019년 5월 20일 ~ 2019년 11월 8일
- 《맛 좀 보실래요》 : 2019년 11월 12일 ~ 2020년 5월 1일

### 2020년대
- 《엄마가 바람났다》 : 2020년 5월 4일 ~ 2020년 10월 23일
- 《불새 2020》 : 2020년 10월 26일 ~ 2021년 4월 9일
- 《아모르 파티 - 사랑하라, 지금》 : 2021년 4월 12일 ~ 2021년 10월 1일 (해당 프로그램을 마지막으로 SBS 아침 연속극 폐지)

## 경쟁 프로그램
- KBS 1TV 아침 드라마
- KBS 2TV 아침 드라마
- MBC 아침 드라마
- JTBC 아침 드라마
- tvN 일일 드라마